# Dumbara
Dumbara är en administrativ by i Sri Lanka.   Den ligger i provinsen Sabaragamuwa, i den sydvästra delen av landet, 50 km sydost om huvudstaden Colombo.